# Messy
Messy är en kommun i departementet Seine-et-Marne i regionen Île-de-France i norra Frankrike. Kommunen ligger i kantonen Mitry-Mory som tillhör arrondissementet Meaux. År 2022 hade Messy 1 204 invånare.

## Befolkningsutveckling
Antalet invånare i kommunen Messy
| Referens: INSEE |